# جامعة جهرم
جامعة جهرم هي جامعة حكومية تقع في مدينة جهرم جنوب إيران. اقامت جامعة جهرم اتفاقية تعاون علمي وثقافي مع الجامعة الإسلامية في النجف الاشرف لتعزيز العلاقات في المجال العلمي والإداري وتبادل الخبرات بالاستفادة المشتركة من امكانيات الطرفيين.

## وصلات خارجية
- Official website